# Скотиабанк Плейс
„Скотиабанк Плейс“ (на английски: Scotiabank Place) е многофункционална арена, покрит стадион за хокей на лед в Отава, Онтарио, Канада.
Залата е дом на хокейния клуб „Отава Сенатърс“, играещ в (НХЛ).
Арената отваря врати през 1996 г. с името Паладиум, няколко години по-късно е наименувана Корел Център.
В залата има фитнес център и няколко ресторанта. Има капацитет до 20 500 души.